# اسپورت مستر
اسپورت‌مستر (به انگلیسی: Sportsmaster) (لارنس «کراشر» کراک) یک شخصیت خیالی ابرشرور است که در کتب کامیک دی‌سی کامیکس وجود دارد؛ که توسط نویسنده جان بروم و طراح اروین هاسن خلق شده‌است و برای نخستین بار، در شمارهٔ ۸۵ از مجلهٔ کمیک‌های تمام کمیک‌های آمریکایی در مه ۱۹۴۷ معرفی شد. او اغلب در نقش یک مجرم نشان داده می‌شود که برای ارتکاب جرم از ابزارک و سلاح‌هایی با مضمون ورزشی بهره می‌برد.